# پیاری زاکسا
پیاری زاکسا (انگلیسی: Pyari Xaxa؛ زادهٔ ۱۸ مهٔ ۱۹۹۷) بازیکن فوتبال اهل هند است.
وی همچنین در تیم‌های ملی فوتبال India women's national under-19 football team و زنان هند بازی کرده‌است.